# Проект «Протеом человека»
«Протеом человека» (Human Proteome Project, НРР) — международный проект по созданию протеомной карты, включающей все белки, кодируемые геномом человека. Первоочередной задачей проекта является составление протеомных карт основных белков плазмы крови, печени, головного мозга.

## История
Международный проект «Протеом человека» стартовал в сентябре 2010 года в Сиднее, став продолжением проекта «Геном человека». В состав участников проекта «Протеом человека» входят шесть стран-инициаторов: Республика Корея, США, РФ, Швеция, Канада и Иран). По масштабу поставленной проблемы и предполагаемой трудоёмкости работ проект «Протеом человека» оказался значительно более масштабен, чем «Геном человека». В то время, как геном человека состоит из порядка 20 тыс. генов, то количество белков в организме человека за счёт наличия различных белковых протеоформ превышает 2 млн.. Кроме того, в отличие от генома, протеом непрерывно меняется в зависимости от влияния внутриклеточных и внешних факторов, и по сути представляет собой фиксированную во времени совокупность белков в конкретном биологическом объекте и в определённой ситуации.

## Методы
Среди принятых международным сообществом способов исследования протеома, одним из наиболее успешно развивающихся стал хромосомо- или геноцентричный подход, при котором результаты анализа белков картируются на соответствующие им белок-кодирующие гены. Формализация научной задачи за счёт геноцентричного подхода делает её осуществление намного более реалистичной по сравнению с альтернативными подходами (тотальное белковое типирование), позволяя сконцентрировать усилия на белках, кодируемых генами определённой хромосомы, и тем самым разбить проект на отдельные подпроекты — по числу пар хромосом в геноме человека.